# 守著陽光守著你 (2019年電視劇)
《守著陽光守著你》（英語：Wait For The Sun Wait For You），2019年台灣偶像劇。本劇雖在宣傳時表示翻拍自華視於1982年播出的《守著陽光守著你》，但實際劇情已與1982年版本完全不同。由是元介、李千那、潘柏希、吳品潔領銜主演，於2019年6月12日開鏡。華視主頻於10月29日晚上9點首播。

## 播出時間
| 频道       | 所在地 | 首播日期       | 播出時間              | 備註 |
| ---------- | ------ | -------------- | --------------------- | ---- |
| 華視主頻   | 臺灣   | 2019年10月29日 | 每週一至週四晚上21:00 |      |
| LINE TV    | 臺灣   | 2019年12月13日 |                       |      |
| 緯來戲劇台 | 臺灣   | 2020年2月1日   | 每週六至週日晚上20:00 |      |

## 演員列表

### 主要演員
| 演員   | 角色   | 介紹 | 登場集數                                                                           |
| 是元介 | 楊凱傑 | 20歲叛逆痞帥非典型校草／35歲經財投顧公司顧問、美商傑企檢顧問公司負責人、大學客座講師、林玉珍的丈夫 充滿魅力的帥氣痞子男，有著聰明的腦袋卻不用在正經的地方，叛逆風流是他的正字標記，打架、逃學、頂撞師長是他的拿手絕活。其實，他的叛逆不羈是一種強烈的保護色，源自於他對家庭情感的失落和疏離 毅然遠走他鄉，一走15年沒有回國！ 15年後他抵不過親情的召喚與郁臻邀請因而回台，卻萬萬沒想到，這個決定會讓他再度和他此生唯一愛過的、想守候的戀人雜草玉珍重逢，並且是以師生的身分，在課堂上！ | 全劇                                                                               |
| 李千那 | 林玉珍 | 18歲「加倍奉還」校園雜草女／33歲閃亮代購團團主、楊凱傑的妻子 人如其名，菜市場名也有著菜市場命的人生。但她可不是野地叢生一踩就死的一般雜草！她敢愛敢恨、性格剛烈，主張「人不犯我則我不犯人，人若犯我，加倍奉還！」。她說話又快又狠、直來直往，但看似剽悍的她其實善良明理，樂於助人。自己受委屈不要緊但朋友遇害必定拔刀相助，是個正直又堅強的女孩。大學時林玉珍陰錯陽差與校草楊凱傑相識相戀，「雜草」、「校草」的雙草戀轟轟烈烈的在校園中展開！本來大家不看好，但沒想到兩人感情越走越濃，但卻也因為這份濃郁的愛戀糾葛，導致兩人後來誤會，玉珍離開了凱傑，直到2019，玉珍重回校園念大學，才在校園再度相見。 | 全劇                                                                               |
| 潘柏希 | 楊凱漢 | 18歲乖寶寶暖男模範生／33歲晶英旅行社少東/鄭曉娟的丈夫 百分百暖男，癡情，全心守候所愛，考驗自己感情，人生唯一節奏就是向前，無奈總是遇上選擇課題。單純乖巧、品學兼優，是師長眼中的模範好青年。從小在哥哥、父母的關愛下長大，長成一個很有溫度、很陽光的人，也喜歡著像陽光一樣璀璨亮眼的校花郁臻，但他自始至終都知道郁臻的眼光只跟著哥哥凱傑走，因此他退居守候。 為了讓哥哥得到最好的，即使那是自己喜歡的女孩子，他也想讓自己喜歡的女孩子得到最好的，即使自己會失戀難過！所以，他深愛著小凌，卻要幫助她追求哥哥，簡直是地表最強的暖男。                                                                     | 第1集～第8集、第10集～第11集、第15集～第21集、第24集～第30集                       |
| 吳品潔 | 凌郁臻 | 18歲天之驕女校園女神／33歲經財投顧公司CEO、大學客座講師 凌郁臻就如同她的名字一樣高雅，美緻，優越。自尊心爆棚，優越感強烈的金控千金，沒有公主病，有的只有野心與手段，因為她從來就不想當溫室的花朵，想當綻放鋒芒的霸王花。以小凌的暱稱在網站上「無名正妹」很有名氣，朋友多叫她小凌。從小不乏追求者的她，對於愛情卻很執著，對楊凱傑一往情深。家境富裕，長相亮眼，成績出色，從小就是令人稱羨的公主命。她處事圓融識大體，在大人眼裡是懂事的好女孩，在同儕眼中是難得沒有公主病的有錢校花。其實比起公主，她更像皇后，一個眼神一句話就能調停紛亂的局面，態度強勢卻不逼人，十分具有手段。                        | 第1集～第6集、第8集～第9集、第11集、第15集～第18集、第21集～第22集、第24集～第30集 |

### 其他演員
| 演員   | 角色   | 介紹 | 登場集數                                                                    |
| 陳大天 | 宋忠濟 | 很搞笑、很活潑、挺兄弟、重義氣，他的世界沒有灰色地帶，是凱傑的麻吉室友，麗琴的死對頭，後來與麗琴在一起。 | 第1集～第4集、第6集～第8集、第10集～第14集、第18集～第24集、第26集～第30集  |
| 何紫妍 | 潘麗琴 | 18歲無厘頭夢幻大學生／33歲閃亮代購團小幫手 可愛當飯吃的傻大姐，雜草玉珍從小到大的朋友、閨蜜、玩伴，永遠站在姊妹淘林玉珍身邊支持她，兩個人之間沒有祕密。古靈精怪是她的特效藥，偶爾會陷入「撞牆」狀態的玉珍推手，也是偶爾「失聲」說出心裡話的玉珍代言者，更是玉珍戀情的助攻手！但是大處精明小處迷糊的她，也不是只會成事，敗事也是有餘，讓玉珍幫忙收拾爛攤子！但玉珍陷入危機時，不論是事業或感情，她絕對兩肋插刀在所不惜。 或許傻人有傻福、好人老天會眷顧，大部分時間她總是幸運的，因此玉珍也總是幸運的！後來與忠濟在一起 | 第1集～第8集、第10集、第13集～第14集、第18集～第30集                        |
| 楊永維 | 蕭嘯天 | 藝術天分很高的資優生，孤僻，暗戀玉珍。後跟余佳欣在一起。得了胰臟癌第三期。結果癌症是假的。 | 第2集～第4集、第6集～第10集、第14集、第18集、第24集～第30集                 |
| 陳文山 | 楊道明 | 楊凱傑、楊凱漢的父親，玉珍、曉娟的公公。 | 第3集、第6集～第8集、第10集～第11集、第14集、第21集、第30集                 |
| 潘慧如 | 溫美芳 | 溫閾華的女兒，楊凱漢的母親，楊凱傑的繼母，玉珍的繼婆婆，曉娟的婆婆。 | 第4集～第11集、第14集、第21集、第24集、第30集                               |
| 卜學亮 | 林國強 | 林玉珍的父親，楊凱傑的岳父，因為討債人的追逐時他傷勢嚴重，已經脫離險境了，但有可能一輩子無法恢復意識。後來清醒，已出院，田清清的男朋友。 | 第4集～第10集、第14集、第18集、第24集、第30集                               |
| 林鴻翔 | 凌世傑 | 凌郁臻的父親 | 第3集、第8集、第10集～第11集、第21集～第22集、第24集、第30集                |
| 赫容   | 陳秀芳 | 凌郁臻的母親 | 第3集、第8集、第11集、第21集～第22集、第24集、第30集                        |
| 方琦   | 余佳欣 | 凌郁臻從高中一起長大的好姊妹，做很多事情都是因為小凌，總是跟在小凌身邊幫忙處理大小事情。後跟蕭嘯天在一起，懷有他的孩子。 | 第1集、第3集～第8集、第10集～第11集、第14集～第19集、第21集、第24集、第30集 |
| 王暄晴 | 鄭曉娟 | 玉珍、麗琴的好友，喜歡楊凱傑。十五年後結婚，但老公已經過世。拿三十萬出來幫助閃亮渡過難關。是天揚科技杜大股東之一，因先生許立翔過世之後，股份33%的股份都繼承給她。創辦人的遺孀，楊凱漢的妻子。 | 第2集～第11集、第13集～第18集、第24集～第30集                               |
| 黃子悅 | 江人鳳 | 凱傑學生時期結識的校外友人，單親媽媽身份受凱傑幫助安排工作，甚至在15年後創業成功，建立鳳鳴旅行社；感念恩情，出面解決晶英旅行社營運困難，並與玉珍和楊家有更多的交集。江晨學的母親。 | 第5集、第15集、第18集、第24集、第28集                                       |
| 王為   | 劉守正 | 廣告系的劉教授 | 第2集                                                                       |
| 唐綸   | 小江   | 林玉珍2019辦公室的員工。後來因為偷了閃亮客戶的資料被發現，然後被趕走，其實是跟玉珍爸爸說好要演一場戲，後來大家知道真相後，也就叫他回來上班，雅雅的男朋友。 | 第13集、第16集、第18集、第22集～第30集                                      |
| 葛丞   | 江晨學 | 林玉珍2019重返校園的同班同學，玉珍的小太陽。江人鳳的兒子。駱采翎的男朋友。 | 第1集、第16集～第30集                                                       |
| 龍三   | 張大為 | | 第1集、第17集、第18集、第19集                                               |
| 陳璇   | 雅雅   | 林玉珍2019辦公室的員工，小江的女朋友。 | 第1集、第13集、第16集～第30集                                               |
| 廖錦德 | 魏成   | 廣告系的導師 | 第2集、第3集、第8集、第9集、第12集                                          |
| 李依瑾 | 薇姐   | 咖啡店店長 | 第2集、第3集、第5集、第12集                                                 |
| 藍鈞天 | 李俊斌 | 於第一集向林玉珍求婚被拒絕。 | 第1集、第13集、第16集～第30集                                               |
| 張世賢 | 武中平 | 於第一集與凌郁臻簽字離婚。 | 第1集                                                                       |
| 林清國 | 潘父   | 潘麗琴的父親 | 第10集～第30集                                                              |
| 徐加玲 | 潘母   | 潘麗琴的母親 | 第10集～第30集                                                              |
| 詹宛儒 | 駱采翎 | 林玉珍2019重返校園的同班同學，喜歡江晨學，後來變成江晨學的女朋友。喜歡稱林玉珍為大嬸。 | 第16集～第30集                                                              |
| 龍隆   | 溫閾華 | 溫美芳的父親，楊凱漢的外公，楊凱傑的繼外公，玉珍的繼祖翁，曉娟的祖翁。 | 第4集～第30集                                                               |
| 曹景俊 | 顧總   | | 第28集～第30集                                                              |
| 黃圓元 |        | 廣告系同學 | 第2集、第4集～第10集、第12集、第16集、第21集、第30集                        |
| 馮友廷 |        | 校長 | 第4集～第5集、第17集、第22集、第30集                                        |